# Saint-Seine
Saint-Seine település Franciaországban, Nièvre megyében. Lakosainak száma 186 fő (2022. január 1.). Saint-Seine Cressy-sur-Somme, Cronat, Maltat, La Nocle-Maulaix és Ternant községekkel határos.

## Népesség
A település népessége az elmúlt években az alábbi módon változott:
| Lakosok száma | 225  | 209  | 213  | 207  | 201  | 196  | 191  | 189  | 186  |
|               | 2013 | 2015 | 2016 | 2017 | 2018 | 2019 | 2020 | 2021 | 2022 |